# あらぶんちょ!
『あらぶんちょ！』（ARABUNCHO！）は、2002年10月7日から、東京ケーブルネットワーク（地デジ11ch「文京区民チャンネル」「マイチャンネル荒川」「千代田11チャンネル」および、地デジ10ch「あらぶんちょ10チャンネル」）で放送されている地域情報バラエティ番組である。毎週月曜日に更新され、月曜から日曜まで同じ内容が放送される。

## 概要
東京ケーブルネットワークの自主チャンネル放送エリアである荒川区・文京区・千代田区の地域情報を取り扱うバラエティ番組で、「あらかわ ぶんきょう ちよだ」から、「あらぶんちょ！」と名付けられた。
放送当初は三人の女性出演者（礒葉子、長崎萠→現・平良千春、野上智加）が毎回エリア内各所（椿山荘やあらかわ遊園など）をスタジオに見立て進行していく番組であった。
2003年4月より「タウン誌TVあらぶんちょ！」として東京ドーム敷地内にある区民チャンネルスタジオにて、編集長役の鵜飼一嘉（フリーアナウンサー）と、アシスタント役の荒木千恵が進行する番組となった。テレビ版の地元紙というコンセプトであったため、毎回ロケには若手芸人が記者役としてでかけ、スタジオで編集長たち二人に報告する形をとっていた。記者役にはマセキ芸能社の若手芸人が多く起用された。
2007年4月より、再び名称が「あらぶんちょ！」に戻り、鵜飼と（荒木千恵の代わりに2代目アシスタントを務めていた）鹿野潤が卒業。オール屋外ロケによる番組に変更となった。
2012年5月より20分番組に縮小された。2012年11月に10周年記念特番放送。2013年5月よりハイビジョン放送開始。
2016年4月より再び30分番組となっている。
2018年1月、『ぐんま一番』（群馬テレビ）とコラボ企画を行った。

## 放送時間
- 毎週月曜更新 11:00、14：00、15：00、17：00、19：00、22：00

## 出演者

### タウン誌TVあらぶんちょ！より継続出演
- カトゥー（オレンジ王子）
- 大野泰広（荒川区出身）
- こばやしけん太（初期はコンビきぐるみピエロとして）
- あきげん

### あらぶんちょ！より出演
- オジンオズボーン[1]
- やくみつゆ
- ヲタル
- 秋葉ミキ（TCP Artist）[2]
- ヴェートーベン
- 伊藤美裕
- 髙山璃奈
- 広沢麻衣（バクステ外神田一丁目）
- 軽辺るか（お掃除ユニット東京CLEAR'S）
- 堀内華央理（バクステ外神田一丁目）
- 松岡英明
- 武田仁（マルベル堂店長）
- 藤原亜紀乃（恵比寿マスカッツ1.5）
- ターリーターキー
- アゲイン
- 河邑ミク
- 松谷優輝
- 奈良怜那
- 秦瑞穂

### 過去のレギュラー
- いとうあさこ
- 礒葉子（TCP Artist）
- 長崎萠→現・平良千春
- 野上智加
- 鵜飼一嘉
- 荒木千恵
- 鹿野潤
- 星野卓也
- ホーム・チーム
- こんらんチョップ
- やまもとまさみ
- みはる
- 水木香（TCP Artist）
- 桜咲千依
- オーケイ
- 梅田ひでみ（TCP Artist）[3]
- 佐野翔子（銀プロダクション）
- ニッチェ（但し特番1度のみ出演）
- 石川利恵（銀プロダクション）
- 熊谷知花（SIR)
- ひよしなかよし
- アジラッピィ

そのほかナイツやタボンなどが出演していた。

## 主なコーナー

### あらぶんちょ散歩
- 東京ケーブルネットワークが発行しているフリーペーパー「あらぶんちょ通信」内の「あらぶんちょ散歩」連動企画。毎回エリア内のスポット（○○何丁目）を散歩する。
- iネット飯山、CTY、長崎ケーブルメディアなど他局でも放送されている
- ヴェートーベンと広沢麻衣・軽辺るかが交互に出演している

### お笑いランチ部
- もともと出演者のひとりであるカトゥーが、東京名物大神本舗五百年（現：やくみつゆ）とヲタルの3人でテレビと関係なく活動していた企画。[4]元の活動では、山手線の各駅でOLにアンケートを行い、人気があるランチの店に食べに行く企画であったが、番組では山手線に限らず地下鉄も含めたエリア内各駅で調査をしている。また、人気店のテレビ取材はアポなしで行うため、取材NGの店舗や、長期休暇の店舗もあった。1位が取材できない場合は2位以降に繰り下がり取材交渉を行う。

### ドルキャノ！〜アイドルマチネタキャノンボール〜
- 毎回アイドル3人が、街のトピックスを探しながら点数を競う
- 優勝者は次回の出演権を手に入れる

| 回数                 | 出演アイドル                                                                                               |
| -------------------- | --- |
| 第1回                | 広沢麻衣（バクステ外神田一丁目） 軽辺るか（お掃除ユニット東京CLEAR'S） 山口めろん                          |
| 第2回                | 軽辺るか（第1回王者） 堀内華央理（バクステ外神田一丁目） 槇りん                                            |
| 第3回                | 堀内華央理（第2回王者） 大和さゆり（お掃除ユニット東京CLEAR'S） 浅倉結希                                   |
| 番外編（敬老の日SP） | カトゥー、大野泰広、広沢麻衣、軽辺るか                                                                     |
| 第4回                | 堀内華央理（※第3回王者の浅倉結希が芸能界引退したため繰上げ当選） 青海（gra-DOLL）、山口めろん              |
| 第5回                | 広沢麻衣 （※第4回王者の青海が収録時に入院していたため代理出席） 槇りん 夏奈子（お掃除ユニット東京CLEAR'S） |
| 第6回                | 槇りん 青海（※第4回優勝のため、出演権があった） 軽辺るか                                                   |
| 第7回                | 青海 矢田喜多（バクステ外神田一丁目） 星野雫（さくらシンデレラ）                                           |
| 第8回                | 矢田喜多 夏生のん（さくらシンデレラ） あずさ（GRAND PIRATES、※第6回萌えクィーンコンテスト優勝特典）        |
| 第9回                | 夏生のん 矢野冬子 藤原亜紀乃（恵比寿マスカッツ1.5）                                                        |
| 第10回               | 藤原亜紀乃 諸星あずな（バクステ外神田一丁目） 桜瀬もえ（さくらシンデレラ）                                 |
| 第11回               | 渡邉ひかる（SUPER☆GiRLS） 藤原亜紀乃 百川晴香（全力少女R）                                                 |
| 第12回               | 藤原亜紀乃 佐藤絵里香（全力少女R） 山田玲菜(※SHOWROOMイベント「ドルキャノ出演権争奪戦」優勝)               |
| 第13回               | 山田玲菜(CARLS) 辰巳シーナ（恵比寿マスカッツ1.5） 山口めろん                                               |
| 第14回               | 有野いく 松井奈々（絶対直球女子！プレイボールズ） 佐伯香織（恥じらいレスキューJPN）                        |
| 第15回               | 松井奈々 奈良怜那（NonSugar） 卯知手のこ（名古屋CLEAR‘S）                                                  |

### #いつも俺の隣の客はラーメンを美味しそうに食べる女子ばかりだ
- ラーメン好きな男「ラーメン☆太郎」（声：井上宝）があらぶんちょエリア（荒川・文京・千代田区）の美味しいラーメン屋を“隣の客”と称する女性タレント・アイドルと共に紹介し試食するコーナー。

### 片道1時間でおつりがくるあらぶんちょからのぉ～ちっちゃな旅
- あらぶんちょエリア（荒川・文京・千代田区）から片道1時間程度で訪問できる場所を散歩するコーナー
- オジンオズボーンとアゲインが交互に出演

### 神保町昭和歌謡倶楽部
- 神保町のレコード店を舞台に80年代を中心とした歌謡曲について出演者がトークする。出演は「日本コロムビア創立100周年記念アーティスト」伊藤美裕、「浅草マルベル堂店主」武田仁、「松BOW」こと松岡英明

### あなたの知りたい！検索します
- カトゥーと藤原亜紀乃が視聴者から寄せられたあらぶんちょエリア（荒川・文京・千代田区）の気になる情報やおすすめスポットを検索しながら紹介するコーナー。

そのほか特別番組となる場合もある。

## 過去の主な特別番組
| 番組タイトル | 初回放送日     | 出演者                                                     | 内容 |
| --- | -------------- | ---------------------------------------------------------- | --- |
| 2008年新春スペシャル | 2008年1月1日   | 田畑めぐみ、大野泰広、カトゥー、いとうあさこ               | 文京区後楽の牛天神にて新年の挨拶ほか |
| ふれあいぷらり街あるきスペシャル つくばスタイル                                                                                                  | 2008年7月21日  | 大野泰広、カトゥー、いとうあさこ                           | つくば駅周辺をレンタサイクルで散策 |
| たばちゃん＆あらぶんちょ群馬旅行 | 2009年1月1日   | 田畑めぐみ、カトゥー、矢鋪 剛義（現:ハンディやしき）       | 群馬県の片品村を紹介 |
| あらぶんちょの夏！群馬の夏！ とみおか夏紀行 | 2009年8月17日  | カトゥー、こばやしけん太、桜咲ちよ（現：桜咲千依）         | 群馬県の富岡製糸場を中心に紹介 |
| わがまちドラマチックスペシャル | 2010年6月21日  | あきげん                                                   | この年より開催されたTCNフォトコンテストとの 連動企画 |
| あらぶんちょ赤城山SP | 2010年8月9日   | こばやしけん太、大野泰広、伊達直美                         | 赤城山を中心としたエリアの紹介番組 |
| 収納王子コジマジック！？年末特番 | 2010年12月26日 | 収納王子コジマジック（小島弘章）、桜咲千依                 | コジマジックが収納技を駆使し、アシスタント 桜咲千依の実際の部屋を快適にする |
| 男だらけの新年会 THE裏ぶんちょ！ | 2011年1月1日   | 大野泰広、カトゥー、オーケイ、あきげん ほか                | 男性出演者による番組裏話・暴露話 |
| あらぶんちょ！ ×突撃!!リサーチャーズ | 2011年2月14日  | カトゥー、オジンオズボーン、水木香、ケンキ、須口操         | ケーブルテレビ品川の番組「突撃!! リサーチャーズ」とのコラボ番組。両番組に オジンオズボーンが出演していたことから 実現した。ケンキ、須口操は品川の出演者                                                                 |
| 東京ふるさとネットワーク 東北SP | 2011年8月16日  | 大野泰広、カトゥー                                         | 震災復興支援番組として、都内にある東北 6県のアンテナショップを紹介 |
| あなたの夢かなえます初夢スペシャル | 2012年1月1日   | カトゥー、ダイオウイカ夫、ヲタル、高松新一 ほか            | あらぶんちょ出演者の夢ややりたいことを かなえる番組。なお、本番組にてお笑いランチ 部が番組に初登場した。 |
| 青ビル50周年記念特別番組 | 2012年4月9日   | オジンオズボーン、ニッチェ                                 | 後楽園の青ビル（現：後楽園ホール）特集 ニッチェが唯一出演した番組 |
| つくばコレクション | 2012年5月1日   | カトゥー、秋山良人（あきげん）、佐野翔子                   | この年より始まった「つくばコレクション」を 中心に茨城県のつくば市を紹介 |
| 東京スカイツリー 成長見守り隊 | 2012年5月26日  | カトゥー、田畑めぐみ                                       | 東京スカイツリーの建設中からオープンまで 取材してきたものの総集編 |
| あらぶんちょ10周年スペシャル | 2012年11月12日 | 大野泰広、カトゥー、佐野翔子 ほか                          | 番組の10周年を振り返る記念番組 |
| 福島県石川町 のんびり・ほっこり 温泉めぐり | 2013年4月22日  | 大野泰広、佐藤圭一                                         | 福島県石川町の町並み紹介番組 |
| 商店街のCM作りますSP | 2014年1月27日  | 大野泰広、カトゥー、こばやしけん太                         | 商店街活性化番組として、商店街とともに 出演者がコマーシャル制作に取り組んだ |
| 春わくわく つくばでアドベンチャー! | 2015年3月23日  | カトゥー、伊達直美、嶋﨑青大                               | 家族で行けるつくばをドラマ仕立てで紹介 なお、子役の嶋﨑青大は本作がきっかけで 同じTCN制作の「ILC科学少年団」に主役で 出演している                                                                                       |
| 神保町昭和歌謡倶楽部 THE LIVE 年末総会 | 2016年12月26日 | 松岡英明、伊藤美裕、武田仁、高山璃奈 昭和浪漫プロジェクト  | 12月8日に実施された神保町昭和歌謡 倶楽部イベント、別コーナー出演者である 高山、昭和浪漫プロジェクトとして軽辺るかが 共演した。                                                                                          |
| 片道1時間でおつりがくる あらぶんちょからのぉ〜ちっちゃな旅 〜新春ということで片道１時間を２時間に拡大スペシャル 群馬県伊勢崎市をおつり旅しよう〜 | 2017年1月1日   | アジラッピィ、エレファントジョン、川辺優紀子               | 群馬テレビ制作の「ぐんま一番」とコラボした旅番組。 おつり旅レギュラーのアジラッピィと、 ぐんま一番レギュラー、エレファントジョンが おなじ事務所所属だったこともあり、先輩・後輩の絶妙なコンビネーションも見せた。       |
| 石川町ツアー | 2017年3月27日  | 佐藤圭一、高松新一                                         | 荒川区の交流都市、福島県石川町の取材第3弾。 佐藤圭一がTCN卒業となるため、これが最後の出演番組 となった。 |
| 神保町カレーキングダム2017 | 2017年7月31日  | カトゥー、軽辺るか、伊藤美裕、ヲタル                       | あらぶんちょのコーナーを代表する3人（お笑いランチ部からカトゥー あらぶんちょ散歩から軽辺るか、神保町昭和歌謡倶楽部 から伊藤美裕）がドルキャノ形式で、神田・神保町の カレーを巡ってバトル                                |
| 片道１時間でおつりがくるあらぶんちょからのぉ〜ちっちゃな旅 上田市〜晩秋の上田城と上田グルメの旅〜                                                | 2017年11月13日 | アジラッピィ、大野泰広                                     | おつり旅のアジラッピィと、あらぶんちょメンバー 最古参で、大河ドラマ「真田丸」に出演していた 大野泰広が、真田のふるさと上田を巡る旅番組                                                                                  |
| Laugh is All | 2017年12月25日 | あきげん、ヴェートーベン、 湘南デストラーデ、梅澤真理子    | あらぶんちょレギュラーのあきげん・ヴェートーベンと ゲストの湘南デストラーデが、三区に笑いを届けるという目的で、街の人を笑わせてポイントを加算させていく勝負をした。                                                     |
| 片道１時間でおつりがくるあらぶんちょからのぉ〜ちっちゃな旅SP                                                                                     | 2018年1月1日   | 高松新一、こばやしけん太、タイムマシーン3号、川辺優優紀子  | ぐんま一番とのコラボ第二弾。館林市を旅した。 |
| 神保町カレーキングダム2018 | 2018年8月20日  | 軽辺るか・伊藤美裕・藤原亜紀乃・アゲイン・金井貴史・ヲタル | 2017年のカレー企画を5チームにして再戦。 前回に続きあらぶんちょ散歩から軽辺るか、神保町昭和歌謡倶楽部 から伊藤美裕、ドルキャノ・趣味始めました。から藤原亜紀乃、おつり旅からアゲイン、あらぶんちょ！ぷらすから金井が参戦 |

## エピソード
- 概ね一年に一回程度茨城県つくば市を取材した特別番組が放送される。首都圏新都市鉄道つくばエクスプレスの駅が千代田区秋葉原と荒川区南千住にあり接点があること、同市の東京事務所が千代田区にあること、同市と荒川区が交流都市であることから2007年より実施されている。本番組は市のPR事業実績として公に報告されている。[5]
- 初期よりレギュラー出演していたいとうあさこをはじめ、番組レギュラーになると比較的に売れやすいというジンクスがある。これは業界関係者が多く居住している地域で放送されていることから関係者の目にとまりやすいためという説がある。

## 関連番組
あらぶんちょ！ぷらす
- 同じく東京ケーブルネットワーク制作の番組。冠に「あらぶんちょ！」がつくものの、番組のテイストは異なり、こちらは地域ニュースを取り扱う番組となっている。

インターネット生配信番組「Reあらぶんちょ！」
- 毎週金曜日19時頃より、本番組を視聴しながらゲストがトークをする形で進められる。
- YouTubeあらぶんちょ！チャンネル